# Mezquita de Al-Aqsa
La mezquita de Al-Aqsa (en árabe: المَسْجِد الأَقْصَى‎, romanizado: Al-Masyid Al-Aqsa, lit. 'La mezquita más lejana') o  mezquita de Qibli (en árabe: المُصَلَّى القِبْلِي‎, romanizado: al-muṣallā l-qiblī, lit. 'sala de oración de la quibla'), también llamada mezquita de Jerusalén[cita requerida] es parte del complejo religioso de la Explanada de las Mezquitas de la ciudad santa de Jerusalén. Masyid al-Aqsa se traduce del árabe al español como «la mezquita más lejana», lo que hace referencia al capítulo del Corán llamado «El Viaje nocturno», en el que se dice que Mahoma viajó de La Meca a la «mezquita más lejana» en el año 621 y desde allí ascendió a los Cielos a lomos de un equino alado llamado al-Buraq al-Sharif. Según la tradición musulmana, Mahoma dirigía las plegarias orientándolas hacia el lugar en el que se encuentra la Mezquita de al-Aqsa hasta que, al decimoséptimo mes de su peregrinaje de La Meca a Medina, cuando Alá le ordenó que se girara para mirar hacia la Kaaba, en La Meca. 
Después de la Cúpula de la Roca (690) y la Cúpula de la Cadena (691), la Mezquita de Al-Aqsa fue construida por la dinastía de los Omeyas y se concluyó en 710. Originalmente era una pequeña casa de plegarias erigida por Umar ibn al-Jattab, el segundo califa ortodoxo, pero fue el califa omeya Abd al-Malik quien comenzó su expansión y su hijo Walid I quien la concluyó en el año 705. Existen pruebas que confirman que la mezquita fue construida sobre las ruinas originales del Templo de Salomón.[cita requerida]
La estructura de la mezquita fue destruida y reconstruida al menos cinco veces debido a sucesivos terremotos. El primero de estos llegó en el año 746 y destruyó por completo la mezquita, que sería reconstruida por el califa abasí al-Mansur en el año 754. Hay constancia de una nueva reconstrucción en el 780. Un nuevo terremoto arrasó gran parte de la mezquita en el año 1033, lo que originó su última gran reconstrucción en el año 1035, ordenada por el califa fatimí Ali az-Zahir bajo una nueva estructura que todavía se preserva en la actualidad. Los mosaicos del arco del extremo de la nave en el que se encuentra la alquibla datan de esta época. Durante las distintas reconstrucciones y renovaciones llevadas a cabo por las sucesivas dinastías califales se fueron añadiendo elementos arquitectónicos a la mezquita y sus exteriores, tales como su cúpula, su fachada, su minbar, sus minaretes y parte de su estructura interior. 
En tiempos del reino cruzado de Jerusalén, la mezquita se usó como palacio y se le llamó el Templo de Salomón, debido a que estaba edificada en el Monte del Templo, el mismo monte en el que en su día estuvo dicho templo. Cuando Saladino reconquistó Jerusalén en 1187, restituyó el culto musulmán en la Mezquita de al-Aqsa. Nuevas renovaciones, reparaciones y adiciones fueron llevadas a cabo por los sucesivos gobiernos ayubíes, mamelucos y otomanos, así como por el Consejo Supremo Musulmán y por las autoridades jordanas. A día de hoy, la Ciudad Vieja de Jerusalén se encuentra ocupada por Israel, pero la mezquita permanece bajo la administración de un waqf islámico dirigido por jordanos y palestinos.
Al-Aqsa es la mezquita más grande de Jerusalén; puede albergar a 5000 personas dentro y alrededor de la mezquita. Se encuentra muy cerca de otros lugares de enorme relevancia religiosa para el judaísmo y el cristianismo, como el Monte del Templo, considerado el lugar más sagrado para los judíos. Parte del muro exterior que rodea a la Explanada de las Mezquitas es el Muro de las Lamentaciones, venerado por los judíos por tratarse de los restos de la muralla exterior que protegía el Templo de Salomón. Por este motivo, la Mezquita de al-Aqsa en concreto y la Explanada de las Mezquitas en general son «puntos calientes» del conflicto palestino-israelí. Por ejemplo, es escenario de frecuentes enfrentamientos entre los fieles musulmanes y la policía israelí, entre los fieles musulmanes y los visitantes judíos al recinto, o entre estos mismos fieles musulmanes y los fieles judíos que oran en el Muro de las Lamentaciones, a los que en ocasiones arrojan piedras. La visita del líder de la oposición israelí Ariel Sharon a la Explanada de las Mezquitas en el año 2000 fue entendida como una provocación por los palestinos y desencadenó la Segunda Intifada, conocida también como la Intifada de Al-Aqsa. Las Brigadas de los Mártires de Al-Aqsa, el brazo armado del partido palestino Fatah, tomaron su nombre de esta mezquita.

## Etimología
Al-Masjid al-Aqsa significa "la mezquita más lejana" en español. El nombre hace referencia a un capítulo del Corán llamado Al-Isrā’ (en árabe, ٱلْإِسْـرَاء, en español "el viaje nocturno"), en el que se relata que Mahoma viajó de La Meca a "la mezquita más lejana", y entonces subió a los Cielos sobre una criatura divina llamada al-Burāq ash-Sharīf (en árabe: ٱلْـبُـرَاق الـشَّـرِيْـف).

## Definición

### Haram o Al-Aqsa
Aunque, en un sentido estricto del término, al-Aqsa se refiere a la mezquita con una cúpula plateada que se encuentra en el extremo sur de la Explanada de las Mezquitas, el término "al-Aqsa" se ha usado a menudo para referirse a toda la zona, incluida la propia mezquita, la Cúpula de la Roca, las Puertas del Monte del Templo y los cuatro minaretes. Al-Masjid al-Aqsa hace alusión no solo a la mezquita, sino a todo el recinto sagrado, mientras que Al-Jâmi‘ al-Aqṣá (en árabe, ٱلْـجَـامِـع الْأَقْـصّى) se refiere al lugar concreto en el que se erige la mezquita. Durante el periodo de dominio otomano (entre 1517 y 1917), el recinto más amplio pasó a conocerse como al-Ḥaram ash-Sharīf (en árabe, اَلْـحَـرَم الـشَّـرِيْـف; en español, "el noble santuario").

### Al-Qibli o Al-Aqsa
La mezquita de al-Aqsa también se conoce en ocasiones como la mezquita de al-Qibli debido a un edificio en concreto que se encuentra en su interior, la capilla de al-Qibli (al-Jami' al-Aqsaor al-Qibli, o Masjid al-Jumah o al-Mughata).

## Historia

### Antes de su construcción
La mezquita de al-Aqsa se encuentra en el Monte del Templo, al que los musulmanes se refieren actualmente como Haram al-Sharif (el Noble Santuario), un recinto expandido por el rey Herodes I el Grande a comienzos del año 20 a. C. Según la tradición islámica, el santuario original dataría de la época de Abraham.
La mezquita se asienta en una plataforma artificial que se sustenta en arcos construidos por los ingenieros de Herodes para contrarrestar las difíciles condiciones topográficas originadas por la expansión hacia el sur del recinto, hacia los valles del Tiropeón y de Cedrón. En la época del Segundo Templo, el lugar en el que actualmente se encuentra la mezquita era el de la Estoa Real, una basílica que se expandía a lo largo del muro sur del recinto. La Estoa Real, junto con el resto del Segundo Templo, fue destruida completamente durante el asedio romano de Jerusalén en el año 70 d. C.
Durante largo tiempo se pensó que la Nea Ekklesia de Theotokos (Nueva Iglesia de la Madre de Dios), mandada construir por el emperador bizantino Justiniano y dedicada a la Virgen María, que había sido consagrada en el año 543 y que pasó a conocerse popularmente como la Iglesia Nea, había estado situada en el lugar sobre el que posteriormente se construiría la Mezquita de al-Aqsa. Sin embargo, unas excavaciones en la zona sur del Barrio Judío de Jerusalén revelaron restos de esta iglesia en el año 1973.
Un análisis llevado a cabo sobre las vigas y los paneles extraídos de la mezquita durante las renovaciones llevadas a cabo en los años treinta del siglo XX mostró que se habían construido con madera de ciprés y de cedro del Líbano. La datación por radiocarbono indica un amplio rango de fechas, algunas de las cuales llegan hasta el siglo IX a. C., lo que demuestra que ciertos elementos de madera habían sido previamente empleados en otros edificios.
En 2012 se informó de que Robert Hamilton, un arqueólogo que había trabajado en el Monte del Templo tras el terremoto de Jericó de 1927, habría descubierto restos bajo la Mezquita de al-Aqsa que se negó a publicar en su libro sobre las excavaciones. Estos restos incluirían un mosaico como el usado en las iglesias bizantinas y un mikve judío del periodo del Segundo Templo.

### Construcción
La actual estructura de la Mezquita de al-Aqsa data de los comienzos del dominio omeya en Palestina. El historiador arquitectónico K.A.C. Creswell, en alusión a un testimonio del monje galo Arculfo durante su peregrinaje a Palestina entre los años 679 y 682, apunta la posibilidad de que el segundo califa ortodoxo, Umar ibn al-Jattab, erigiera una estructura cuadrangular primitiva con capacidad para unos 3000 fieles en algún lugar de la Explanada de las Mezquitas. Sin embargo, Arculfo visitó Palestina durante el reinado de Muawiya I, por lo que es posible que fuese el propio Muawiya (y no Umar) quien ordenase su construcción. Esta última posibilidad fue apoyada explícitamente por el académico medieval musulmán al-Muthahhar bin Tahir.
Según un gran número de académicos musulmanes, incluidos Mujir ad-Din, al-Suyuti y al-Muqaddasi, la Mezquita de al-Aqsa y la Cúpula de la Roca se reconstruyeron y expandieron bajo el califato de Abd al-Malik, en el año 690. Guy le Strange afirma que Abd al-Malik usó materiales de la destruida Iglesia de Nuestra Señora para construir la mezquita y apunta a posibles pruebas que demostrarían que algunas subestructuras de las esquinas meridionales de la mezquita son restos de esta iglesia. Durante el planeamiento del espléndido proyecto para el Monte del Templo, que finalmente llevaría a la construcción de todo el complejo del Noble Santuario, Abd al-Malik quiso reemplazar la primitiva estructura descrita por Arculfo por una estructura más resguardada que incluyese la quibla, un elemento imprescindible para su gran proyecto. Sin embargo, el Noble Santuario al completo estaba concebido para representar una mezquita. Se desconoce hasta qué punto modificó el aspecto del edificio anterior, pero la longitud del nuevo edificio queda reflejada por la existencia de restos de un puente que llevaba desde el palacio omeya hasta el sur de la parte occidental del complejo. El puente habría atravesado la calle que corría justo al sur de la Explanada de las Mezquitas para dar un acceso directo a la mezquita. Este acceso directo desde el palacio hasta la mezquita es una característica conocida del periodo omeya que todavía puede observarse en otras construcciones de la época. Abd al-Malik desplazó el eje central de la mezquita unos 40 metros hacia el oeste para proseguir con sus planes generales para el Noble Santuario. El eje original todavía se puede contemplar en una estructura cercana al nicho que aún se conoce como el "Mihrab de Umar". Para aumentar el énfasis en la Cúpula de la Roca, Abd al-Malik hizo que sus arquitectos alinearan la nueva Mezquita de al-Aqsa con la posición de la Roca, desplazando así el principal eje norte-sur del Noble Santuario, una línea que recorría la Cúpula de la Cadena y el Mihrab de Umar.
Por el contrario, Creswell, haciendo referencia a Aphrodito Papyri, afirma que el hijo de Abd al-Malik, Walid I, reconstruyó la Mezquita de al-Aqsa durante un periodo de entre seis meses y un año usando trabajadores venidos de Damasco. La mayoría de los historiadores están de acuerdo en que la reconstrucción de la mezquita comenzó con Abd al-Malik y fue completada bajo el reinado de su hijo Walid I. En los años 713 y 714, una serie de terremotos asolaron Jerusalén y destruyeron la sección oriental de la mezquita, que tuvo que ser posteriormente reconstruida durante el mandato de Walid I. Para financiar la reconstrucción, Walid mandó fundir oro de la Cúpula de la Roca para acuñar monedas con las que pagar los materiales. La mezquita de al-Aqsa que construyeron los omeyas debía tener una superficie de 112 por 39 metros.

### Terremotos y reconstrucciones
En el año 746, cuatro años antes de que As-Saffah derrocase a los omeyas y estableciese la dinastía abasí, la Mezquita de al-Aqsa se vio dañada por un terremoto. El segundo califa abásida, Abu Jafar al-Mansur, declaró su voluntad de reparar la mezquita en el año 753, para lo cual ordenó quitar las placas de oro y plata que cubrían las puertas de la mezquita y convertirlas en dinares y dirhams para financiar una reconstrucción que terminó en el 771. Un segundo terremoto ocurrido en 774 dañó la mayor parte de las reparaciones de al-Mansur, a excepción de aquellas realizadas en el extremo sur. En el año 780, su sucesor, Muhammad al-Mahdi, ordenó la reconstrucción de la mezquita acortando su longitud y ampliando su anchura. La renovación de al-Mahdi es la primera de la que hay registros escritos. En el año 985, el geógrafo jerosolimitano al-Muqaddasi escribió que la reconstruida mezquita tenía "quince naves y quince puertas".
   

En el año 1033 hubo otro terremoto que dañó seriamente la mezquita. El califa fatimí Ali az-Zahir la reconstruyó y renovó completamente entre los años 1034 y 1036. El número de naves se redujo drásticamente de las quince mencionadas por al-Muqaddasi a tan solo siete. Az-Zahir mandó construir las cuatro galerías de arcos de la sala central y el pasillo, que actúan actualmente como cimientos de la mezquita. El pasillo central tenía el doble de anchura que los demás pasillos y un gran techo hastial sobre el que se construyó una cúpula de madera. El geógrafo persa Naser Josrow describió la mezquita durante su visita en 1047:   
La zona del Haram (el Noble Santuario) queda en la parte oriental de la ciudad; y a través del bazar de este (barrio) se entra en la Zona mediante una gran y hermosa puerta (Dargah)... Tras pasar la puerta, tienes a la derecha dos grandes columnatas (Riwaq); cada una de ellas tiene veintinueve pilares de mármol, cuyos capiteles y basas son de mármol de color, y cuyas juntas están hechas de plomo. Sobre los pilares se yerguen arcos de sillería construidos sin mortero ni cemento, y cada arco está hecho de no más de cinco o seis bloques de piedra. Estas columnatas nos llevan cerca del recinto (Maqsurah). 
Los cruzados capturaron Jerusalén en el año 1099, durante la Primera Cruzada. Los nuevos gobernantes cristianos de la ciudad renombraron la Mezquita de al-Aqsa como el "Templo de Salomón", diferenciándola de la Cúpula de la Roca, a la que denominaron Templum Domini (Templo de Dios). Mientras que la Cúpula de la Roca se convirtió en una iglesia cristiana gestionada por monjes augustinos, la Mezquita de al-Aqsa pasó a ser usada como un palacio real y como establo para caballos (si bien la estructura principal que servía de caballeriza para los cruzados fue el recinto subterráneo de los Establos de Salomón, para los musulmanes la mezquita al-Marwani). En el año 1119 se transformó en el cuartel general de los Caballeros Templarios. Durante este periodo, la mezquita pasó por una serie de cambios estructurales, incluida la expansión de su pórtico septentrional y la adición de un ábside y de un muro divisorio. También se construyeron en el lugar un nuevo claustro, una iglesia y unos cuantos edificios más. Los templarios construyeron anexos abovedados al este y al oeste del edificio; el occidental funciona actualmente como la mezquita de las mujeres, mientras que el oriental se usa para el Museo Islámico de Jerusalén.
Después de que los ayubíes al mando de Saladino reconquistaran Jerusalén tras el sitio de 1187, la mezquita de al-Aqsa experimentó numerosas reparaciones y renovaciones. Para preparar la mezquita para las plegarias del viernes, en menos de una semana, Saladino hizo eliminar todos los graneros y los retretes instalados por los cruzados en la mezquita, cubrió los suelos con hermosas alfombras y perfumó el interior con agua de rosas e incienso. El predecesor de Saladino, el sultán zanguí Nur al-Din, había ordenado la construcción de un nuevo minbar hecho de madera y marfil en 1168, pero no llegó a completarse hasta su muerte. El minbar de Nur al-Din fue finalmente ubicado en la mezquita de al-Aqsa en noviembre de 1187, bajo el reinado de Saladino. El sultán ayubí de Damasco, Al-Mu'azzam, mandó construir el pórtico norte de la mezquita con tres puertas en 1218. En 1345, los mamelucos añadieron dos naves y dos puertas al lado oriental de la mezquita bajo el liderazgo de al-Kamil Shaban.
Cuando los otomanos tomaron el control de Palestina en 1517, no ordenaron renovaciones o reparaciones importantes en la mezquita de al-Aqsa, aunque sí en el Noble Santuario. Entre otras medidas, se llevó a cabo la construcción de la Fuente de Qasim Pasha (1527), la restauración de la Poza de Raranj y la construcción de tres cúpulas abiertas, la más importante de las cuales es la Cúpula del Profeta, construida en 1538. En realidad, todas las obras realizadas durante el mandato otomano fueron ordenadas por los gobernadores otomanos de Jerusalén y no por los propios sultanes, quienes sí mandaron ciertas adiciones a los minaretes ya existentes. En 1816, el gobernador Sulayman bajá al-Adil ordenó la restauración de la mezquita, que se encontraba ya en un estado ruinoso.

### SigloXX
La primera renovación del siglo XX tuvo lugar en 1922, cuando el Consejo Supremo Musulmán, liderado por el gran muftí de Jerusalén Amin al-Husayni, encargó al arquitecto turco Ahmet Kemalettin Bey que restaurase la mezquita de al-Aqsa y los monumentos de su complejo. El Consejo también pidió a arquitectos británicos, ingenieros egipcios y funcionarios locales que contribuyesen y supervisasen las reparaciones y las adiciones que Kemalettin llevó a cabo entre 1924 y 1925. Las renovaciones incluyeron el refuerzo de las antiguos cimientos omeyas de la mezquita, el rectificado de las columnas interiores y la sustitución de las vigas, la colocación de un andamio, la conservación de los arcos y el tambor de la principal cúpula interior, la reconstrucción del muro meridional y la sustitución de la madera de la nave central por una viga de cemento. Las renovaciones también descubrieron mosaicos de la época fatimí e inscripciones en el interior de los arcos que habían quedado ocultas por el enyesado. Se decoraron los arcos con yeso tintado de verde y oro y se reemplazaron los tirantes de madera por otros de latón. También se renovaron cuidadosamente un cuarto de las vidrieras para preservar sus diseños originales fatimíes y abásidas. Los terremotos de 1837 y de 1927 causaron un importante daño en la mezquita, pero nuevas obras de reparación fueron acometidas en 1938 y 1942.
El 20 de julio de 1951, el rey Abdulá I de Jordania murió tras recibir tres disparos mientras entraba en la mezquita. Su asesinato a manos de un palestino se atribuyó a las conversaciones de paz que Abdulá estaba llevando a cabo con Israel de espaldas al liderazgo palestino. Su nieto, el futuro rey Hussein, se encontraba con él y también resultó herido, pero una medalla que llevaba en el pecho hizo rebotar la bala.      
El 21 de agosto de 1969, un turista australiano llamado Denis Michael Rohan inició un incendio premeditado en la mezquita. Rohan era miembro de una secta cristiana evangélica conocida como la Comunión Internacional Gracia e intentaba con su ataque acelerar la segunda venida de Jesús, dado que pensaba que destruyendo la mezquita de al-Aqsa conseguiría hacer sitio para la reconstrucción del Templo judío de Jerusalén en el Noble Santuario. Rohan sería posteriormente ingresado en un hospital de salud mental. En respuesta al incidente se convocó una cumbre de países islámicos en Rabat que fue presidida por el rey Faisal de Arabia Saudí. Así pues, el incendio de la mezquita de al-Aqsa está considerado como una de las causas de la creación de la Organización para la Cooperación Islámica en 1972.
En los años ochenta, Ben Shoshan y Yehuda Etzion, ambos miembros del grupo de colonos clandestino Gush Emunim, planearon volar la mezquita de al-Aqsa y la Cúpula de la Roca. Etzion creía que la voladura de las dos mezquitas causaría un despertar espiritual en Israel y resolvería todos los problemas del pueblo judío. También esperaban que se reconstruyese el Tercer Templo judío de Jerusalén en la ubicación en la que se encuentra la mezquita. El 15 de enero de 1988, durante la Primera Intifada, tropas israelíes dispararon balas de goma y granadas de gas lacrimógeno contra manifestantes que se encontraban en los exteriores de la mezquita, lo que dio como resultado 40 fieles heridos. El 8 de octubre de 1990, un grupo de judíos religiosos pertenecientes al Movimiento de los Fieles del Monte del Templo y la Tierra de Israel anunciaron que se disponían a plantar la piedra angular del Tercer Templo en la Explanada de las Mezquitas. En las protestas consiguientes, la policía de fronteras israelí mató a 22 fieles palestinos y dejó más de cien heridos en lo que pasó a conocerse como la masacre de al-Aqsa.      
El 28 de septiembre del año 2000, el entonces jefe de la oposición israelí Ariel Sharon y un grupo de miembros del Likud visitaron el complejo de la mezquita de al-Aqsa junto con aproximadamente 1000 guardias armados. Un gran número de fieles palestinos protestaron contra la visita. Cuando Sharon y el resto de la comitiva del Likud abandonaron la Explanada de las Mezquitas, una manifestación espontánea tuvo lugar en la misma y un grupo de palestinos comenzaron a lanzar piedras y otros objetos contra la policía de fronteras israelí. La policía disparó balas de goma y granadas de gas lacrimógeno contra la multitud, dejando un resultado de 24 manifestantes heridos. Al día siguiente, 29 de septiembre, el gobierno israelí envió 2.000 policías antidisturbios a la mezquita de al-Aqsa. Cuando un grupo de palestinos salió de la mezquita después de las oraciones del viernes, lanzaron piedras contra la policía, que invadió entonces el complejo disparando munición real y balas de goma, matando a cuatro palestinos e hiriendo a cerca de 200 más. La violencia continuó en aumento durante las siguientes semanas y, de esta manera, la visita de Sharon a la Explanada de las Mezquitas fue el detonante de una revuelta palestina de unos cinco años de duración conocida como la Intifada de al-Aqsa (o Segunda Intifada), aunque algunos comentaristas israelíes afirman que la revuelta podría haber estado preparada de antemano. La Intifada de al-Aqsa es uno de los eventos más sangrientos de la historia del conflicto palestino-israelí, pues supuso la muerte de más de 1000 israelíes y en torno a 3500 palestinos.       
Según el jeque Azzam al-Jatib, director del waqf de la mezquita, el 5 de noviembre de 2014, la policía israelí entró en la mezquita de al-Aqsa por primera vez desde que conquistase y ocupase Jerusalén Este en 1967. Las referencias previas de los medios de comunicación a una "invasión de al-Aqsa" de las fuerzas israelíes hacían alusión al complejo de la Explanada de las Mezquitas en general, y no a la mezquita de al-Aqsa propiamente dicha.

## Arquitectura
La mezquita de al-Aqsa y todo su recinto ocupan una superficie de 14.4 hectáreas, aunque la mezquita propiamente dicha cubre 5 hectáreas y puede albergar a unos 5000 fieles. Tiene forma rectangular, con 83 metros de largo por 56 metros de ancho. A diferencia de la Cúpula de la Roca, que refleja la arquitectura clásica bizantina, la mezquita de al-Aqsa es un ejemplo de la arquitectura islámica temprana.        

### Cúpula
La actual cúpula de la mezquita no tiene nada de la cúpula original que mando construir Abd al-Malik. La cúpula actual fue construida por az-Zahir y estaba hecha de madera recubierta de plomo esmaltado. En 1969 se reconstruyó la cúpula con cemento y se cubrió con aluminio anodizado, que sustituyó las placas de plomo esmaltado acanalado. En 1983, la cubierta exterior de aluminio fue sustituida por plomo para evocar el diseño original de az-Zahir.         
Debajo de la cúpula se encuentra la capilla de al-Qibli (en árabe: المصلى القبلي al-Musalla al-Qibli), también conocida como al-Jami' al-Qibli (en árabe: الجامع القِبْلي), una sala de oraciones musulmana que se halla en la zona sur de la mezquita. Fue construida por el califa ortodoxo Umar ibn Al-Jattab en el año 637 d. C.       
La cúpula de la mezquita de al-Aqsa es una de las pocas cúpulas de las épocas omeya y abasí construidas frente al mihrab, junto con las de la Mezquita de los Omeyas de Damasco (715) y la Gran Mezquita de Susa (850). El interior de la mezquita está pintado con motivos decorativos del siglo XIV. Tras el incendio de 1969 se llegó a pensar que las pinturas se habían perdido para siempre, pero finalmente pudieron ser reconstruidas usando la técnica del tratteggio, un método que usa finas líneas verticales para distinguir las zonas reconstruidas de las originales.

### Fachada y pórtico
La fachada de la mezquita fue construida en el año 1065 d. C. bajo las órdenes del califa fatimí al-Mustansir. Fue coronada con una balaustrada formada por soportales y pequeñas columnas. Los cruzados dañaron la fachada, aunque los ayubíes la restauraron y renovaron posteriormente. Después se le añadió una cubierta de tejas. Entre los materiales reutilizados para la construcción de los arcos de la fachada se encuentran materiales esculpidos y ornamentales sustraídos de otras estructuras cristianas de Jerusalén. La fachada contiene catorce arcos de piedra, la mayoría de los cuales de estilo románico. Los arcos exteriores añadidos por los mamelucos siguen el mismo patrón general. La entrada a la mezquita se realiza a través del arco central de la fachada.        
El pórtico se encuentra en el centro de la fachada. Los tramos centrales del pórtico fueron construidos por los caballeros templarios durante la Primera Cruzada, pero fue el sobrino de Saladino, al-Mu'azzam, quien ordenó la construcción del propio pórtico en 1217.

### Interior
La mezquita de al-Aqsa tiene siete naves hipóstilas con numerosas salas pequeñas adicionales hacia el oeste y el este de la sección meridional del edificio. De la época abasí y fatimí aún mantiene 121 vidrieras, un cuarto de las cuales fueron restauradas en 1924. Los mosaicos decorativos y la inscripción de las enjutas que dan a la entrada principal son del periodo fatimí y aparecieron tras un enyesado de época posterior que los cubría. De hecho, el nombre de un imán fatimí se encuentra claramente visible al final de la primera línea de inscripciones y al comienzo de la segunda.        
El interior de la mezquita se sostiene sobre 45 columnas, siendo 33 de las cuales de mármol blanco y las 12 restantes de piedra. Las columnas de las filas de los pasillos centrales son pesadas y están atrofiadas. Las otras cuatro filas están mejor proporcionadas. Los capiteles de las columnas son de cuatro tipos distintos: los del pasillo central son pesados y tienen diseños primitivos, mientras que las que se encuentran bajo la cúpula son de orden corintio y están hechas con mármol blanco italiano. Los capiteles del pasillo oriental tienen un pesado diseño en forma de cesta, y los que están al este y al oeste de la cúpula tienen también forma de cesta, pero son más pequeñas y están mejor proporcionadas. Las columnas y los pilares están conectados por un sistema de vigas de madera rodeadas de un revestimiento también de madera.         
Gran parte de la mezquita está encalada, aunque el tambor de la cúpula y los muros cercanos a este están decorados con mosaicos y mármol. Durante la rehabilitación de la mezquita que tuvo lugar tras el terremoto de 1927 se añadieron algunos cuadros de un artista italiano. El techo de la mezquita se pintó gracias a los fondos aportados por el rey Faruq de Egipto.           
El minbar (o púlpito) de la mezquita fue construido por un artesano llamado Akhtarini de Alepo a las órdenes del sultán zanguí Nur al-Din. Estaba concebido como un regalo a la mezquita que sería ofrecido inmediatamente después de la toma de Jerusalén a los cruzados, y su construcción se alargó durante seis años, entre 1168 y 1174. Sin embargo, cuando Nur al-Din falleció, los cruzados todavía controlaban la ciudad, por lo que fue su sucesor Saladino quien, tras conquistarla en 1187, ordenó la instalación del minbar. La estructura estaba hecha de marfil y de maderas cuidadosamente talladas, con inscripciones caligráficas en árabe, formas geométricas y diseños florales. Sin embargo, cuando Rohan lo destruyó en 1969, fue sustituido por otro minbar mucho más sencillo. En enero de 2007, Adnan al-Husayni, líder del waqf islámico a cargo de la mezquita de al-Aqsa, anunció que pronto se instalaría un nuevo minbar, algo que sucedió al mes siguiente. El nuevo minbar había sido diseñado por Jamil Badran durante cinco años, basándose en una réplica exacta del minbar de Saladino. El minbar de Badran fue construido en Jordania durante otros cuatro años por artesanos que usaron "técnicas antiguas de carpintería, uniendo las piezas con varillas de madera en lugar de clavos, pero usando imágenes de ordenador para el diseño del minbar".          

## Situación actual

### Administración
Hasta la Guerra de los Seis Días en 1967, la Mezquita de al-Aqsa estaba a cargo del Ministerio del Waqf jordano. Tras su victoria en dicho conflicto, Israel transfirió el control de la mezquita y de la parte norte de la Explanada de las Mezquitas a un waqf islámico independiente del gobierno israelí. Sin embargo, las fuerzas de seguridad israelíes patrullan y realizan controles y cacheos en los perímetros de la mezquita. A raíz de un incendio deliberado en 1969, el waqf ha contratado arquitectos, técnicos y artesanos para conformar un comité que lleva a cabo operaciones regulares de mantenimiento. El Movimiento Islámico de Israel y el waqf han intentado aumentar el control musulmán sobre la Explanada de las Mezquitas para contrarrestar así las políticas israelíes y la creciente presencia de fuerzas de seguridad israelíes alrededor de este lugar desde el inicio de la Segunda Intifada. Entre dichas actividades se cuentan el reacondicionamiento y la renovación de estructuras abandonadas.
Muhammad Ahmad Hussein es el imán principal y gerente de la Mezquita al-Aqsa y le fue asignado el cargo de gran muftí de Jerusalén en 2006 por el presidente palestino Mahmoud Abbas. La soberanía sobre la mezquita de al-Aqsa en concreto, y sobre Jerusalén Este en general, es un tema polémico en el conflicto palestino-israelí. Por ejemplo, la ONU considera toda Jerusalén (así como un área a su alrededor que incluye también la ciudad palestina de Belén) como un corpus separatum que no pertenece a ningún país, sino que está bajo administración internacional. Israel ejerce el control de facto de Jerusalén Este desde su conquista y ocupación en 1967 y desde su anexión unilateral en 1980, aunque estos movimientos no han sido reconocidos por la comunidad internacional y ningún país del mundo reconoce la soberanía israelí sobre Jerusalén Este. Por su parte, el Estado de Palestina ha declarado Jerusalén Este como su capital de iure, aunque carece de cualquier tipo de control de facto sobre la ciudad, si bien varias docenas de países reconocen la soberanía palestina sobre esta parte de la ciudad. Los palestinos tienen la custodia del sitio a través del waqf islámico e Israel reclama su soberanía sobre la mezquita de al-Aqsa y el resto del Monte del Templo. Una de las demandas palestinas durante la Cumbre de Camp David del año 2000 fue la soberanía palestina sobre la Mezquita de al-Aqsa y sobre otros lugares sagrados musulmanes de Jerusalén Este.
Los actuales imanes de la mezquita son el jeque Abu Yusuf Sneia, el jeque Ali Al Abbasi, el jeque Sa'eed Qalqeeli y el jeque Walid.

## Incendio
En la noche del 16 de abril de 2019 se incendió la mezquita, quemándose el techo de la sala de rezos. Inicialmente se informó que el fuego se inició en el patio del edificio, y podría haber sido provocado por varios niños que se encontraban en la zona.